# چیگوزی آگبیم
چیگوزی آگبیم (انگلیسی: Chigozie Agbim؛ زادهٔ ۲۸ نوامبر ۱۹۸۴) یک بازیکن فوتبال اهل نیجریه است.
وی همچنین در تیم‌های ملی فوتبال نیجریه نیجر بازی کرده‌است.